# 普陀山

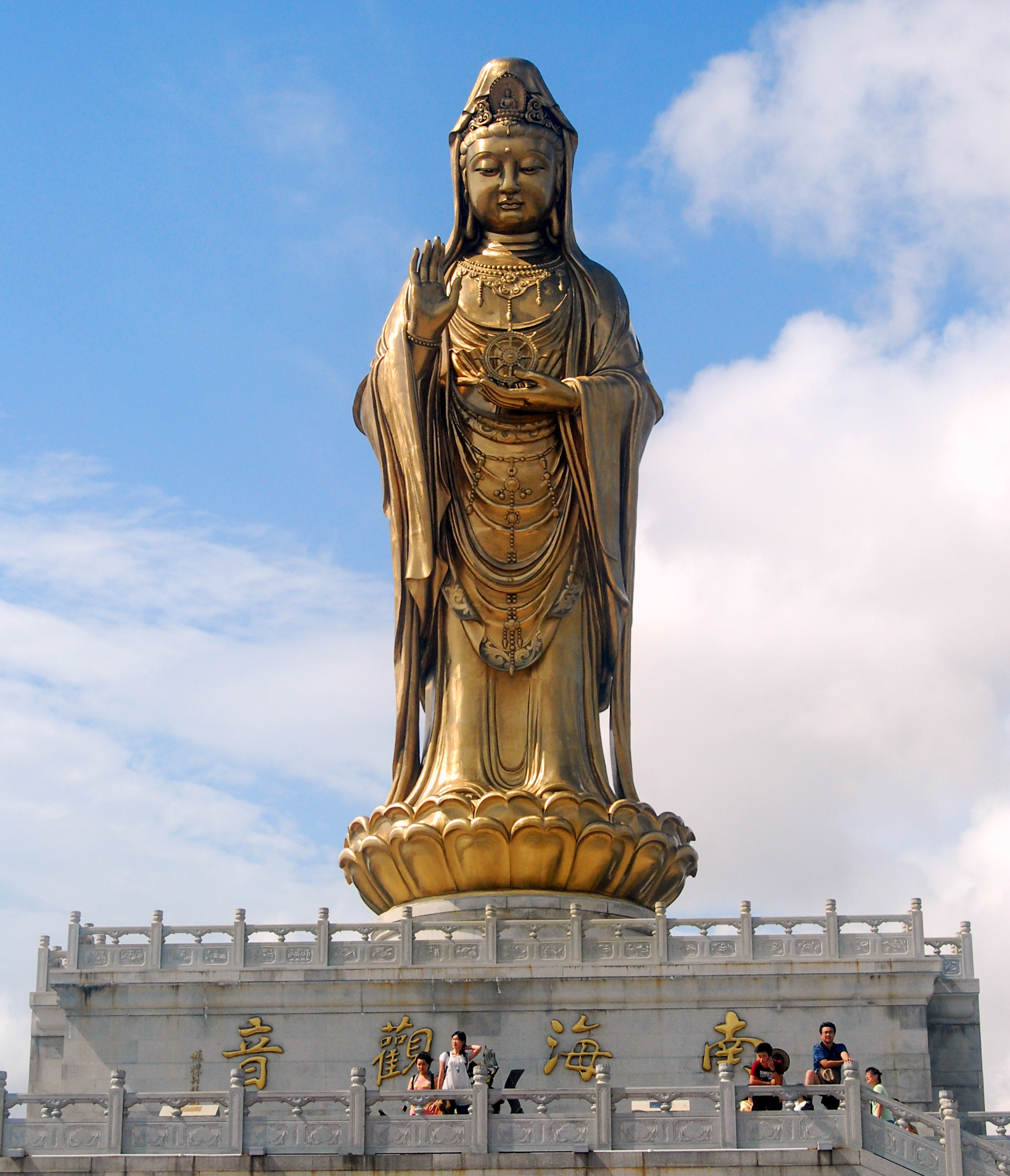
普陀山“南海观音”

普陀山，是中华人民共和国浙江省舟山群岛中的一个岛屿，也是中国四大佛教名山之一，是观音菩萨的道场，被誉为“海天佛国”、“南海圣境”。普陀山原名梅岑山，后改以观音菩萨在南印度海边的应化道场“补怛洛伽山（Potalaka）”之名相称，又作“普陀落伽”，是中国四大佛教名山中唯一坐落于海上的佛教圣地。普陀山建有普陀山南海观音立像、不肯去观音院，以及普济禅寺、法雨禅寺、慧济禅寺等数十所禅寺和禅院。

## 地理生态

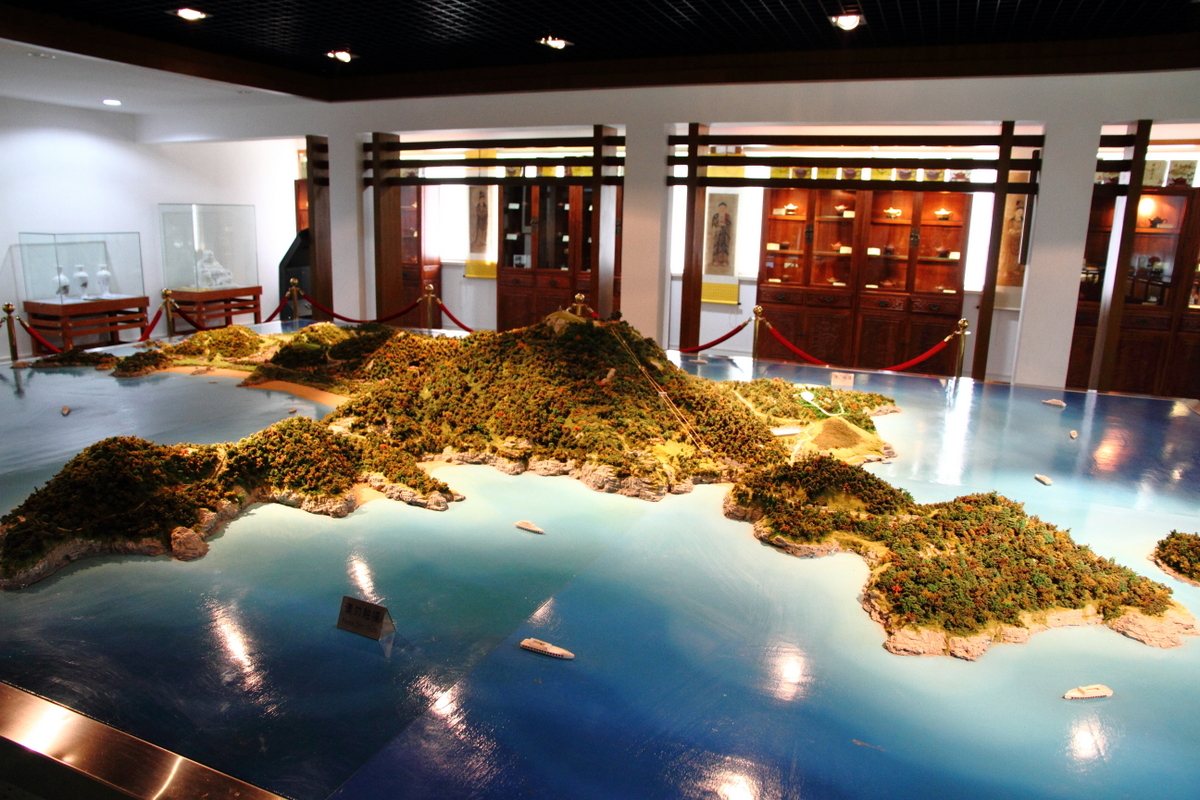
普陀山全貌模型

普陀山位于杭州湾出口以东约100海里处，全岛面积仅12.5平方公里（其中陆地面积11.85平方公里，余为潮间带），呈狭长形。最高处为佛顶山，海拔约300米。岛上设舟山市普陀山镇，并设直属于舟山市政府的普陀山管理局。

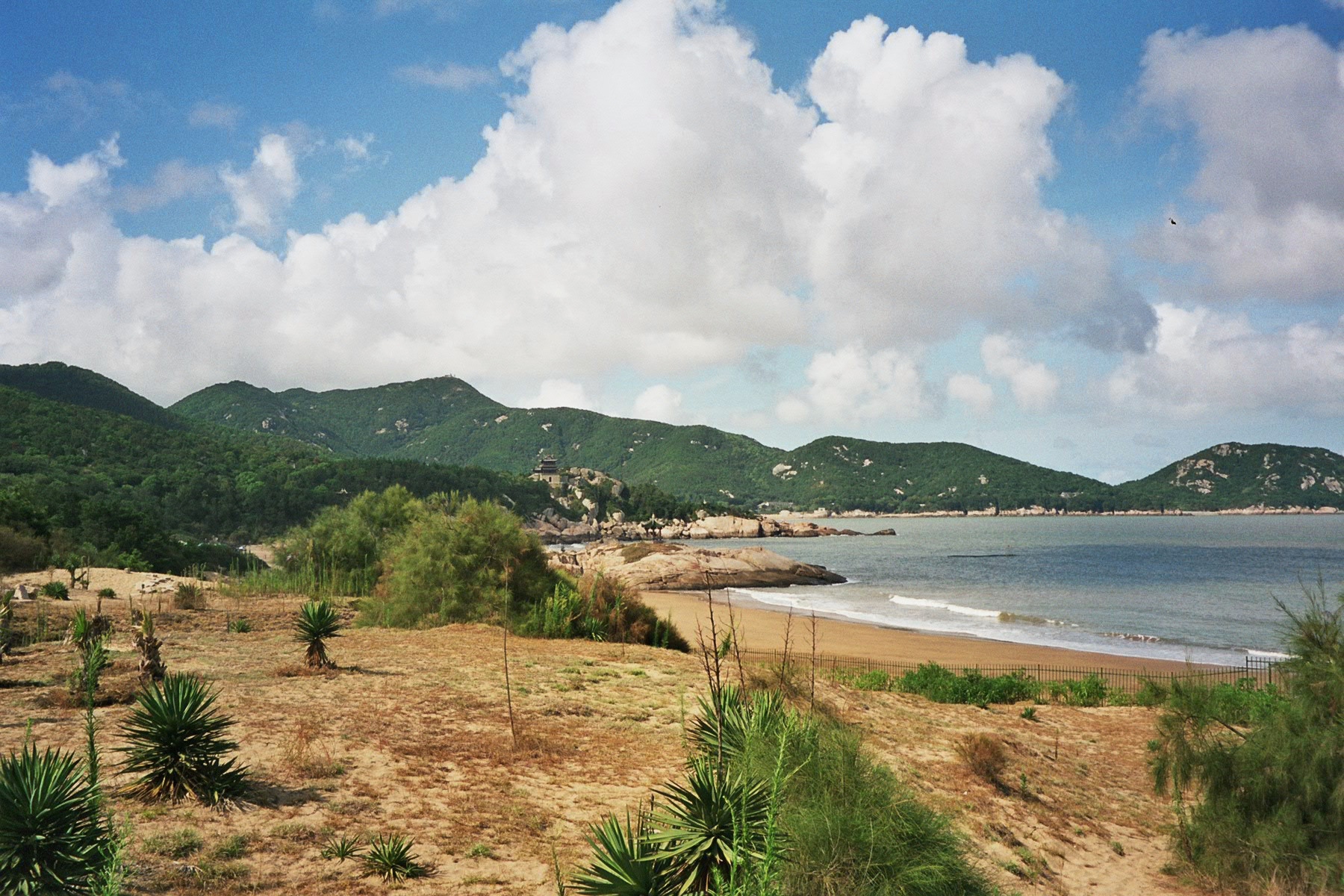
普陀山海景

华东师范大学在此设有普陀山森林生态系统定位观测研究站，开展岛屿生态系统的长期定位观测和研究。普陀山上有全世界唯一一棵野生普陀鹅耳枥。

## 历史沿革
傳說普陀山曾被秦始皇認定爲蓬萊山，來此求長生不老藥，此山也因為被稱為“海上仙山”，歷史上有諸多道士慕名前來，著名道士梅福（字子真）也在其列。相傳梅福漢平帝元始年間來此隱居修仙，故此山自西漢至宋代時叫梅岑山。唐朝时期，公元847年，也有梵僧（天竺國僧人）來山上的潮音洞邊焚指供佛，引起觀世音菩薩現身授宝，後來潮音洞旁常有信士來此效仿焚指，引起僧團和官府的禁止，告誡禁止燃指的石碑至今仍在。故此山古來已是佛道信仰的聖地。
傳說，公元858年，唐朝大中十二年，日本臨濟宗高僧慧锷参访五臺山，并请得一尊观音菩萨像准备回国，行至现在的舟山群島普陀山要坐船離島，突然海上狂風起，巨浪沖天，慧锷法師只好停下待風浪平息再出發。翌日，慧锷準備再度啟程，豈料海上忽然又升起白霧，擋住前行視線，他左右繞道避開霧氣，卻鬼使神差又繞回島上。第三日，終於天氣晴朗，慧锷又要出發，可是烏雲忽然蔽日，眼看又要風浪大作，慧锷心想不宜久留，強行出海，可是越往前風浪越大，驀然海上升起諸多鐵蓮花圍住行船，慧锷大驚，請出觀音菩薩像祈告指明前路，此時，海中鉆出一頭鐵牛，吞掉鐵蓮花，一條海路出現在慧锷的眼前。慧锷的船一路跟隨，駛進普陀山。此後，慧锷感歎“觀音菩薩不肯離去此地”，便在普陀山建起不肯去觀音院，此山也被視作觀音菩薩的道場而開始流行。
宋代時，人們見此山光明清淨，多有小白花，符合《華嚴經》上對觀音菩薩道場普陀洛迦山（補怛洛伽山）的描述，且傳說此地多有觀音菩薩顯聖的瑞相，便認定此山就是普陀洛迦山，也就漸漸改名為普陀洛迦山。再後來，當地又將這裡兩座大山分別叫做普陀山和珞珈山（洛伽山），導致普陀洛迦山變成由兩座山峰構成，但一般仍稱為普陀山作為簡稱。
文化大革命时期（1966-1976年），普陀山各寺庙遭到严重破坏，佛像盡遭毀壞、僧眾被迫還俗，其中普陀山三大寺之一的慧济寺，文革期间被拆去禅堂700余平方米，殿宇荒芜，佛像被毁，寺庙由部队进驻。文学翻译家钱春绮曾作游《普陀山》一诗：“七八十座寺庙，一百多座茅篷/佛教四大名山之一的普陀山/你忍受了时代给予你的摧残/带着遍体鳞伤。躺在大海之中/海水冲洗不掉创口上的血脓/从前寺到后寺，又登上佛顶山/我惊叹这一场大动乱的灾难/僧徒俱已星散，庙宇洗劫一空。”

## 人文景观

### 南海观音像

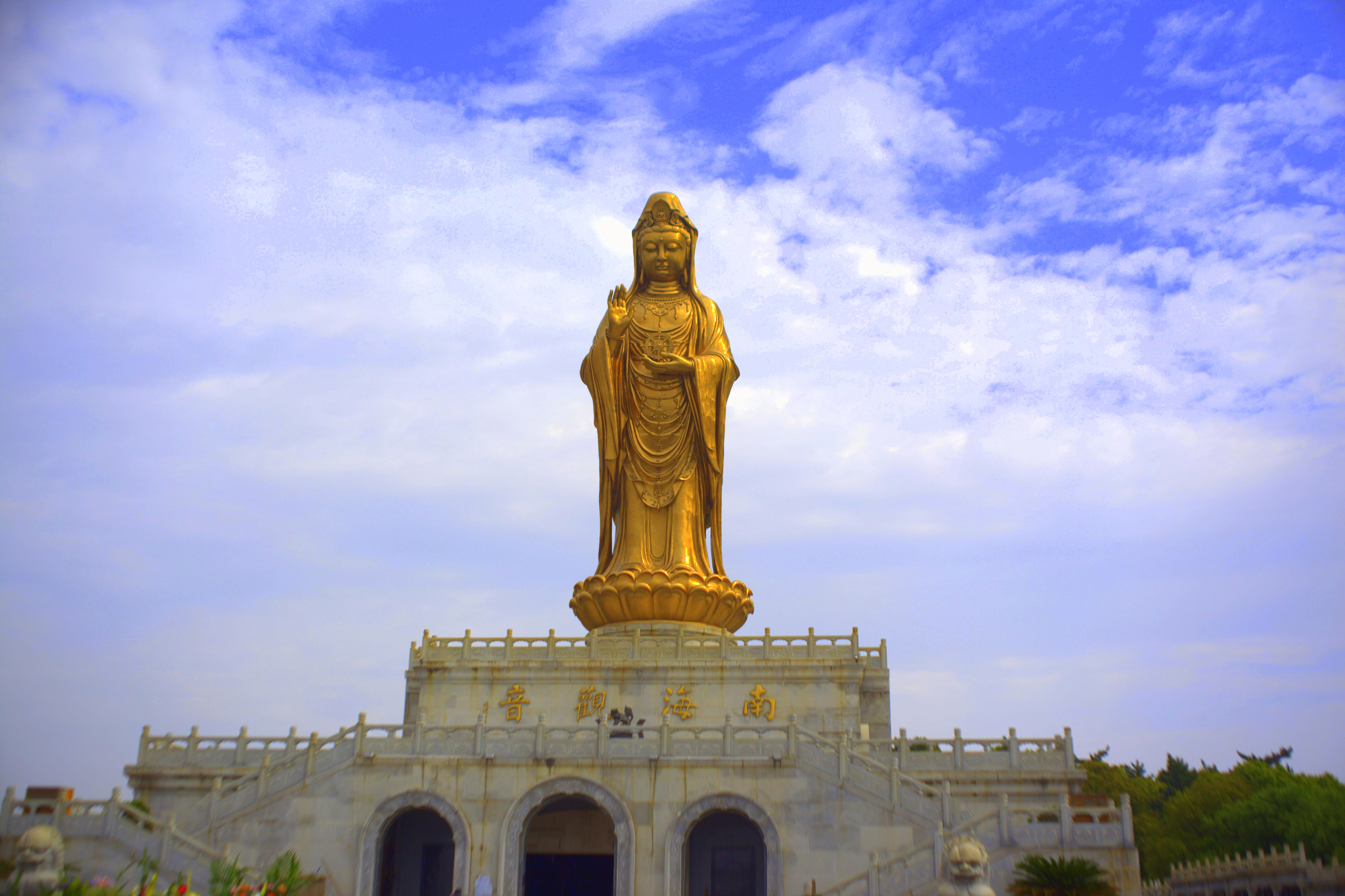
南海观音像

普陀山上的观音铜像为世界上最大的铜製观音塑像，高33米，重达70馀吨，由海内外华人信众筹资建造，落成後於1997年10月30日举行开光仪式。是普陀山景区的象徵性景点。
据传说，1994年10月，当时的全山方丈释妙善长老看到观音菩萨显圣，身形高大，站立在海边，金光闪闪。他感念到菩薩的指示，遂發心在所見的站立處塑立一座相同模样的觀音造像，即日後的南海觀音像。開光儀式上，當主持方丈釋妙善說出「典禮開始」的刹那，觀音像的頭上雲層驟開，投下一道金光，空中顯現出清晰的觀音立像。此瑞相被在場五千人悉數目睹，且留有影像資料，觀音菩薩顯聖一事遂傳為一段佳話。

### 寺院机构
现有二十多座寺庵，其中最大的是普济禅寺、法雨禅寺、慧济禅寺三大寺。中國佛學院在普陀山設普陀山分院。
- 普济禅寺，俗称“前寺”
- 法雨禅寺，俗称“后寺”
- 慧济禅寺，俗称“佛顶山”
- 宝陀讲寺
- 不肯去观音院，普陀山最早的观音道场
- 正法讲寺
- 西方庵，供奉释迦牟尼佛祖真身舍利子，系中国佛教协会为支持普陀山举办首届世界佛教论坛而赠送
- 普陀山佛学院
- 普陀山佛教协会
- 普济医院

### 图集

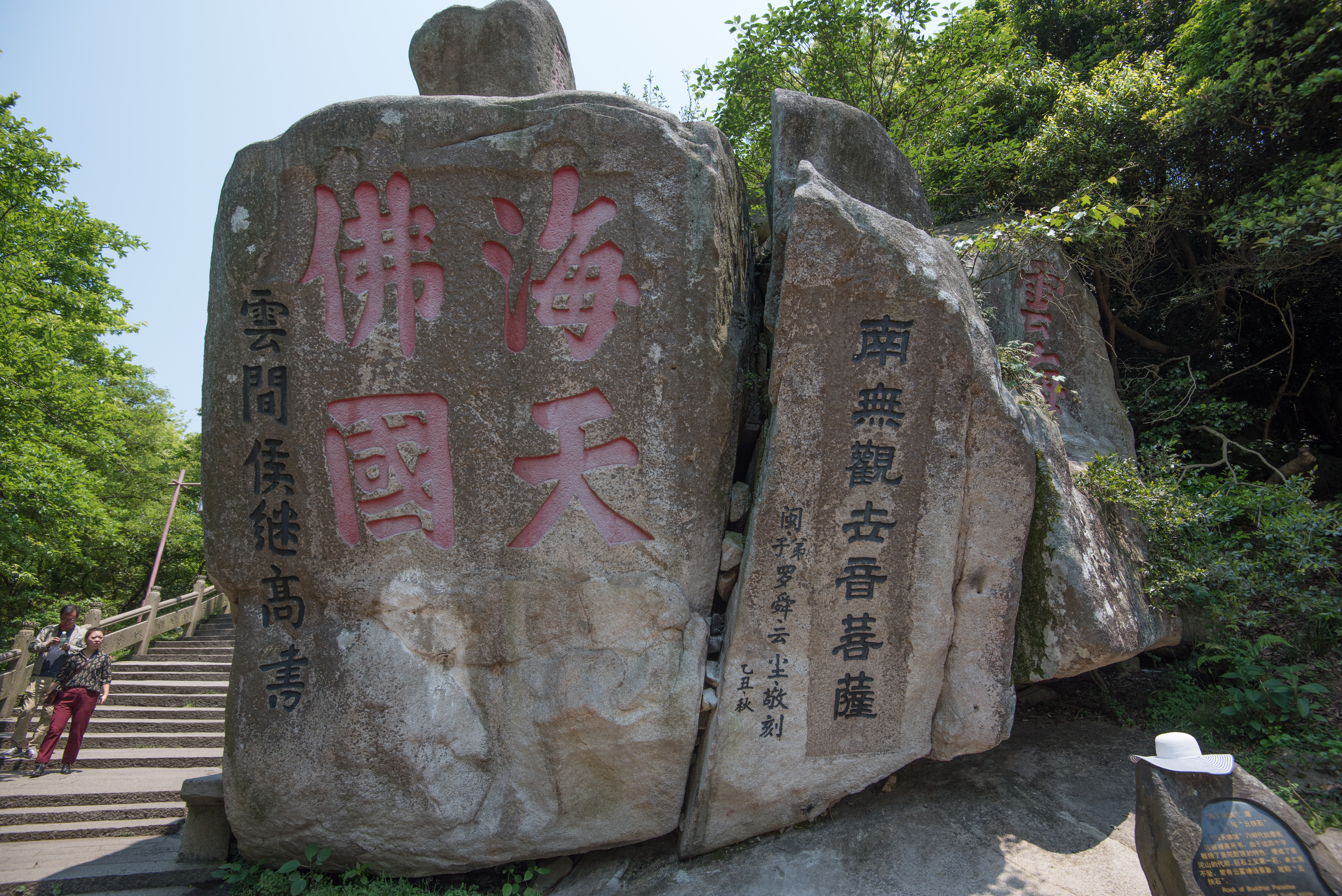
普陀山石刻
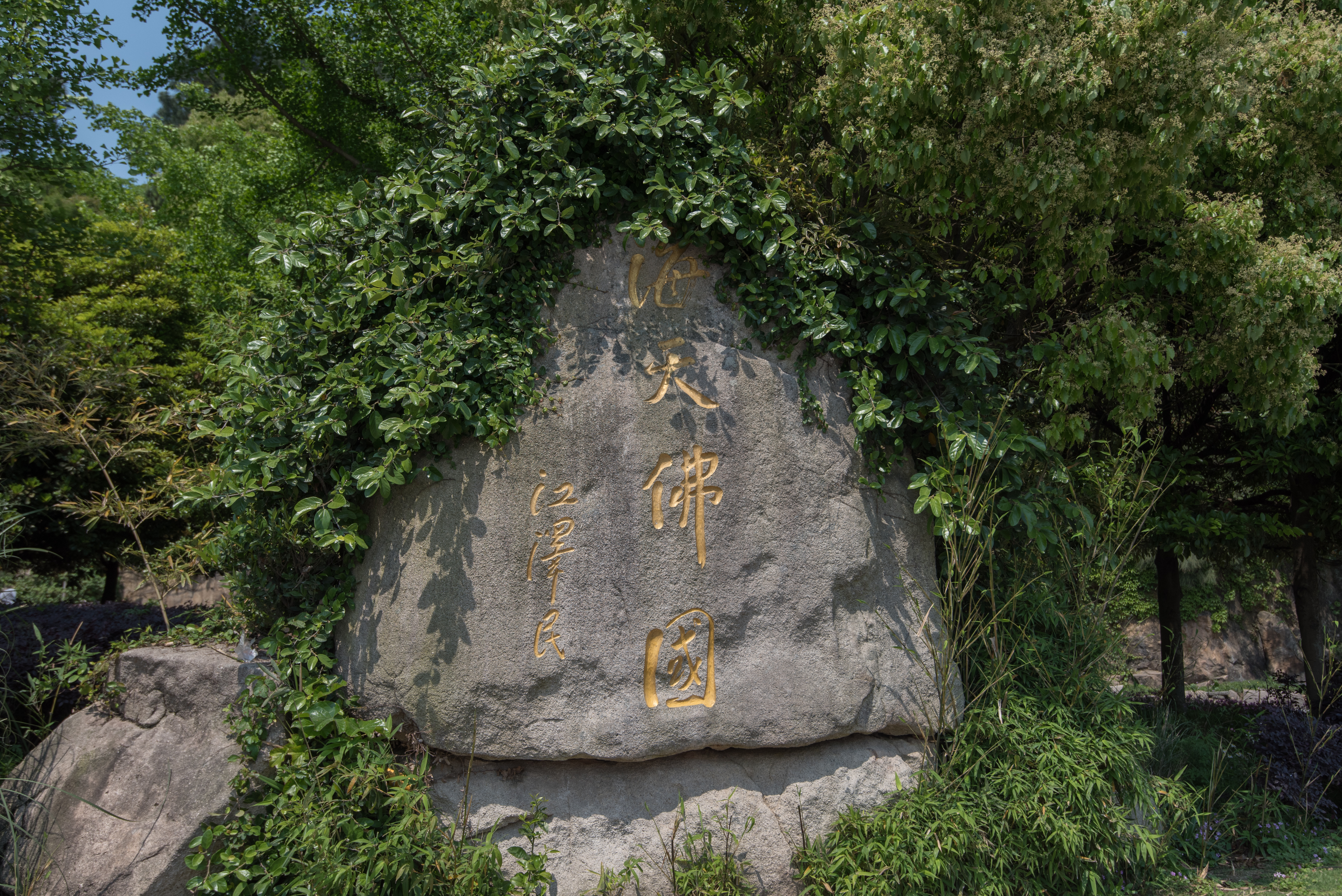
前中华人民共和国国家领导人江泽民题字“海天佛国”
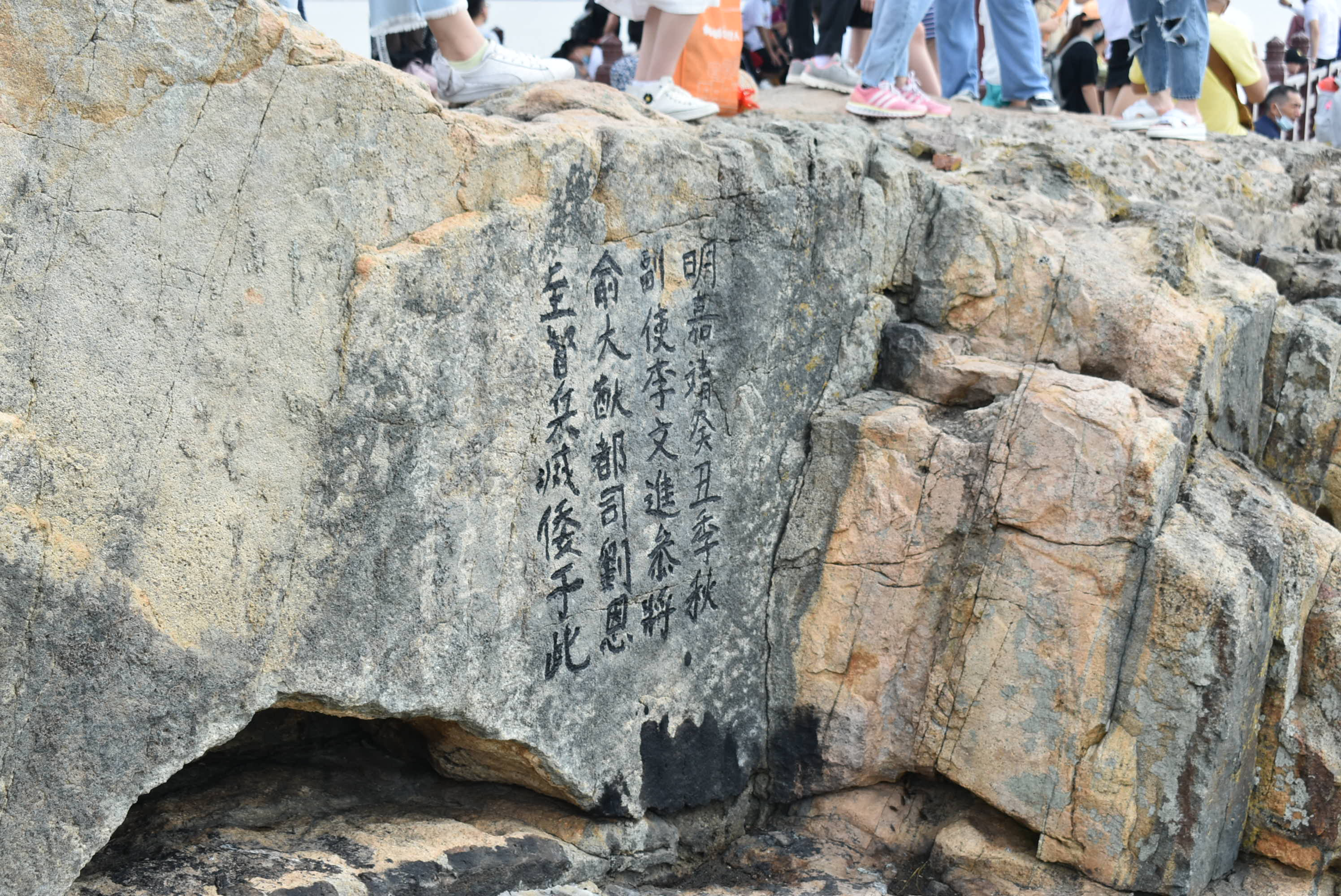
普陀山抗倭石刻
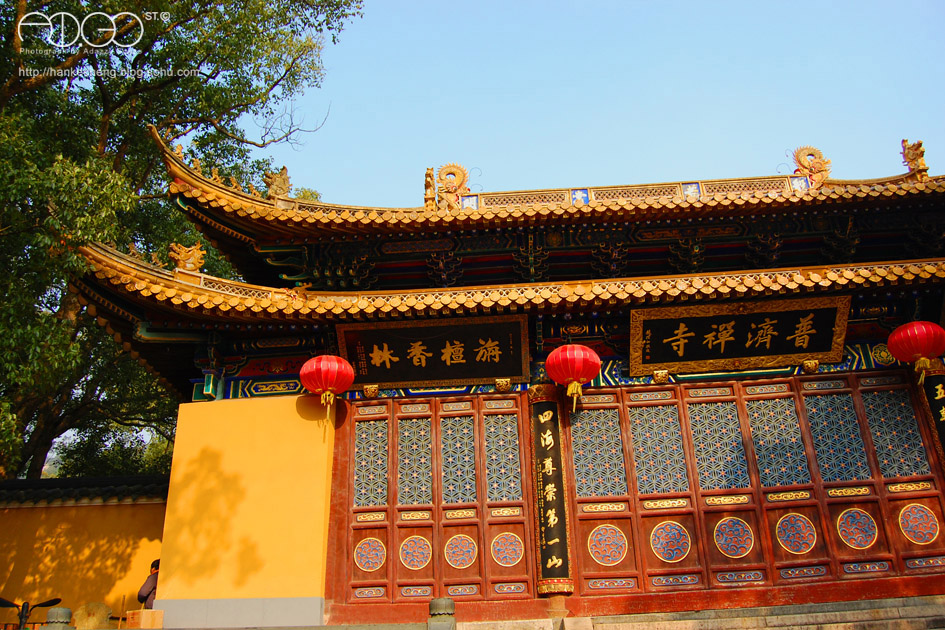
普陀山普济禅寺
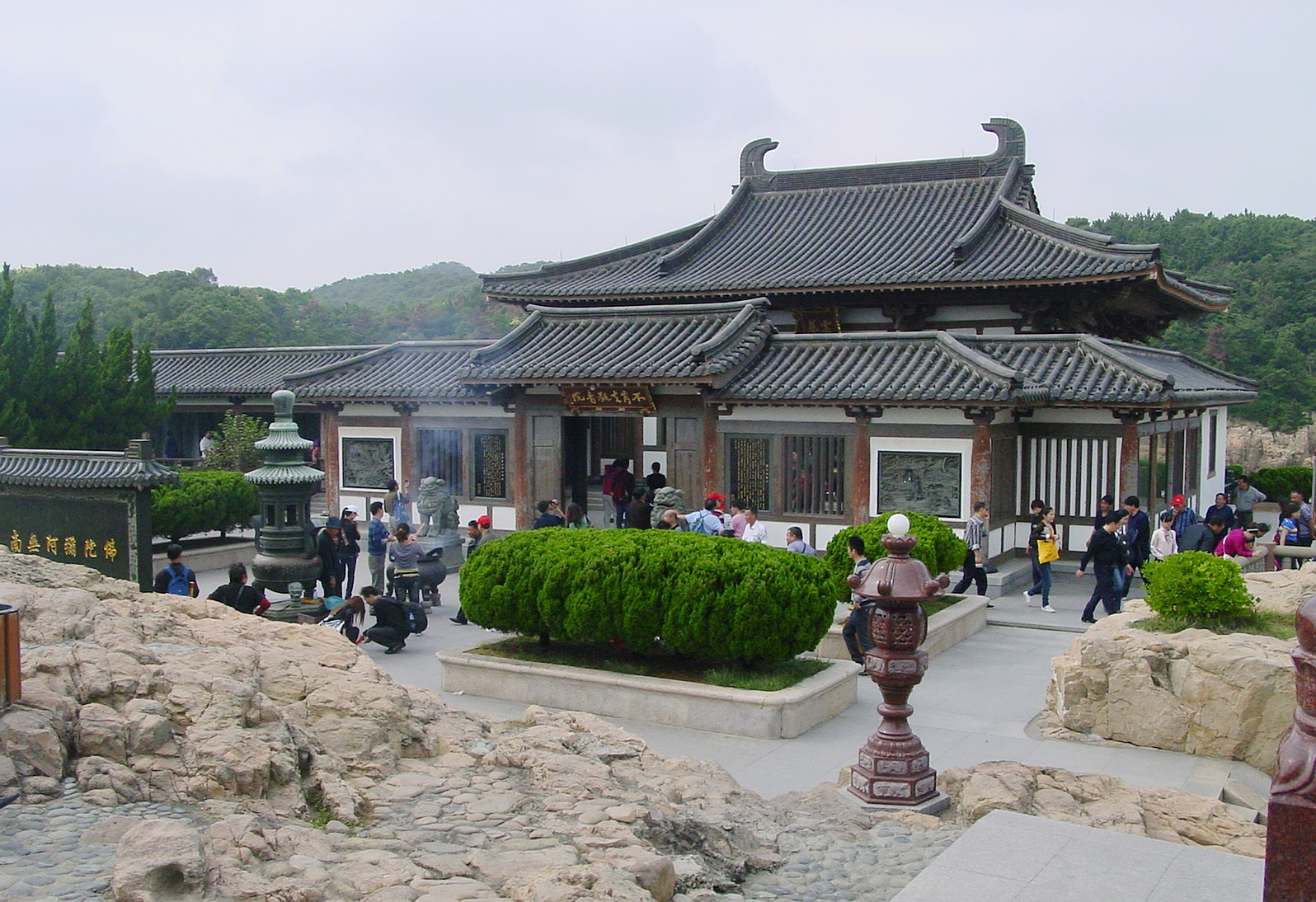
普陀山不肯去观音院
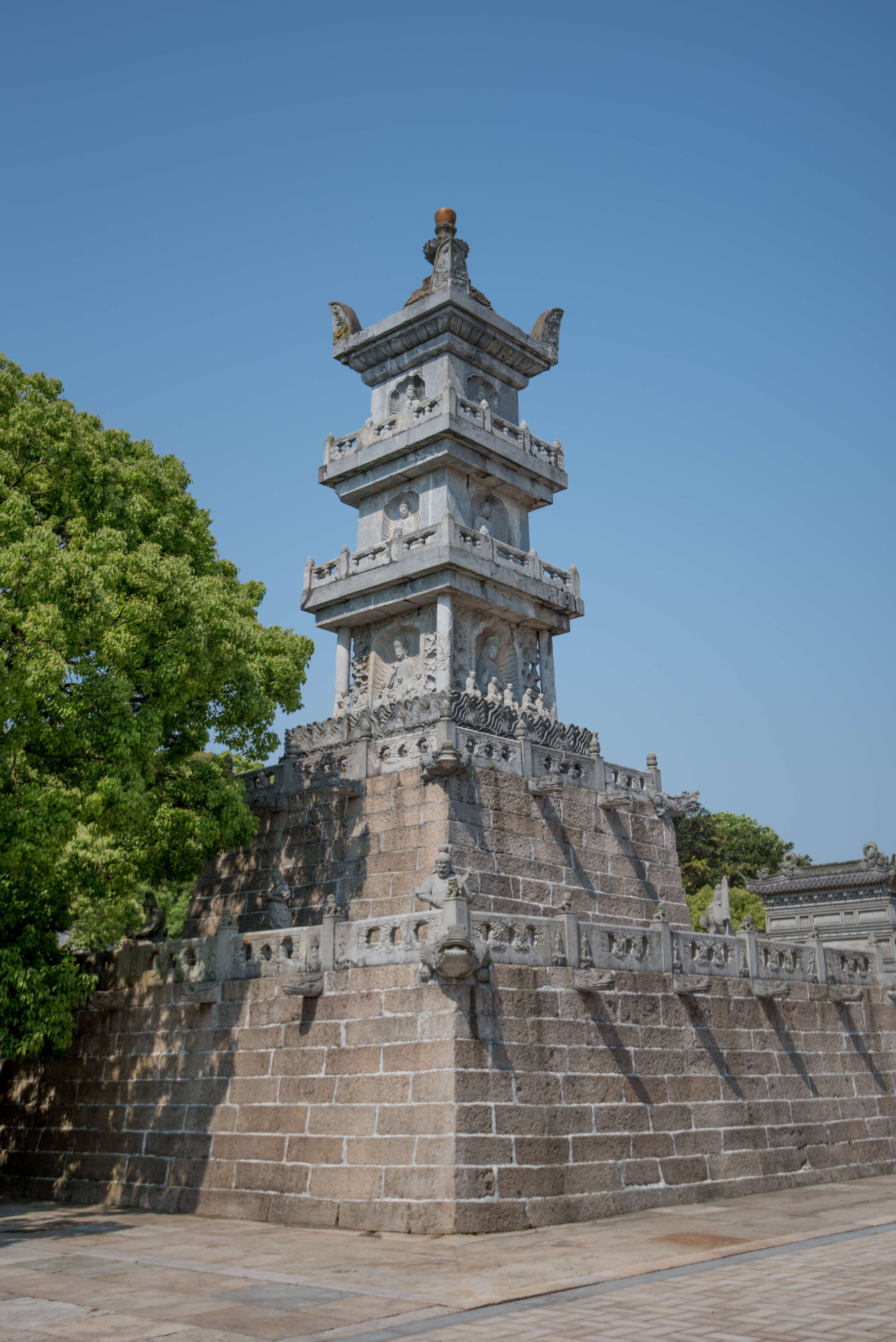
普陀山多宝塔
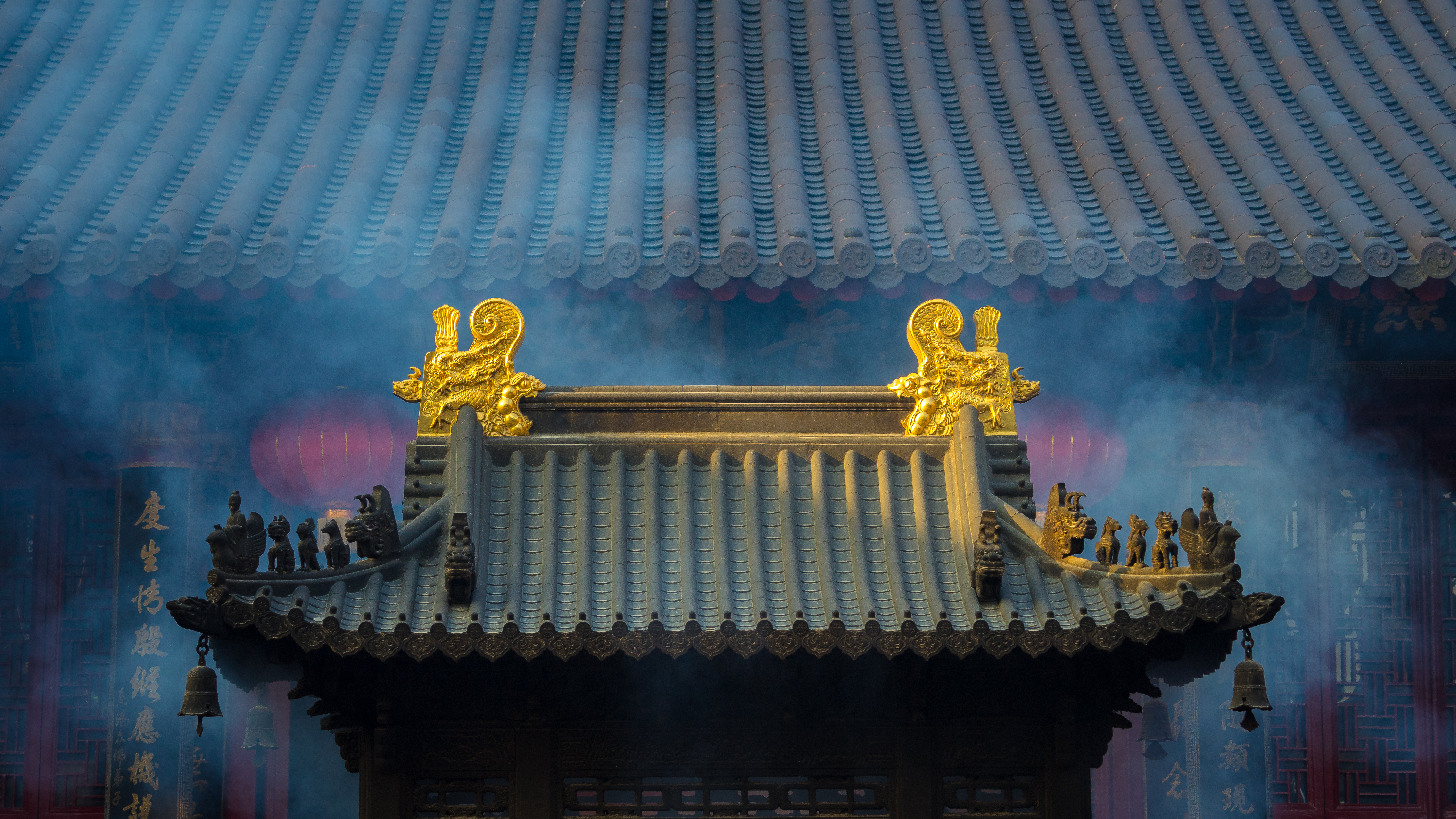
普陀山寺庙
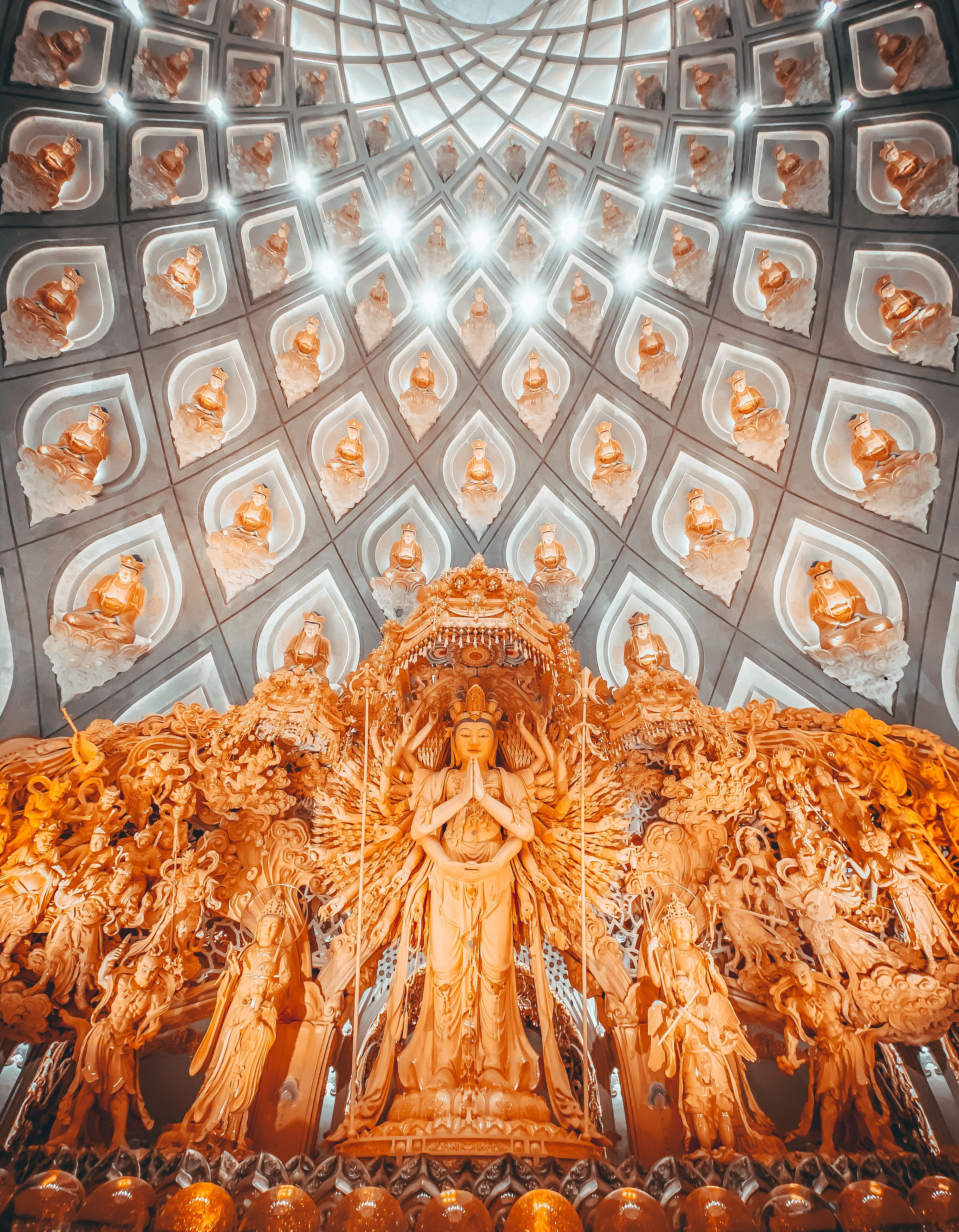
普陀山“千手观音”像
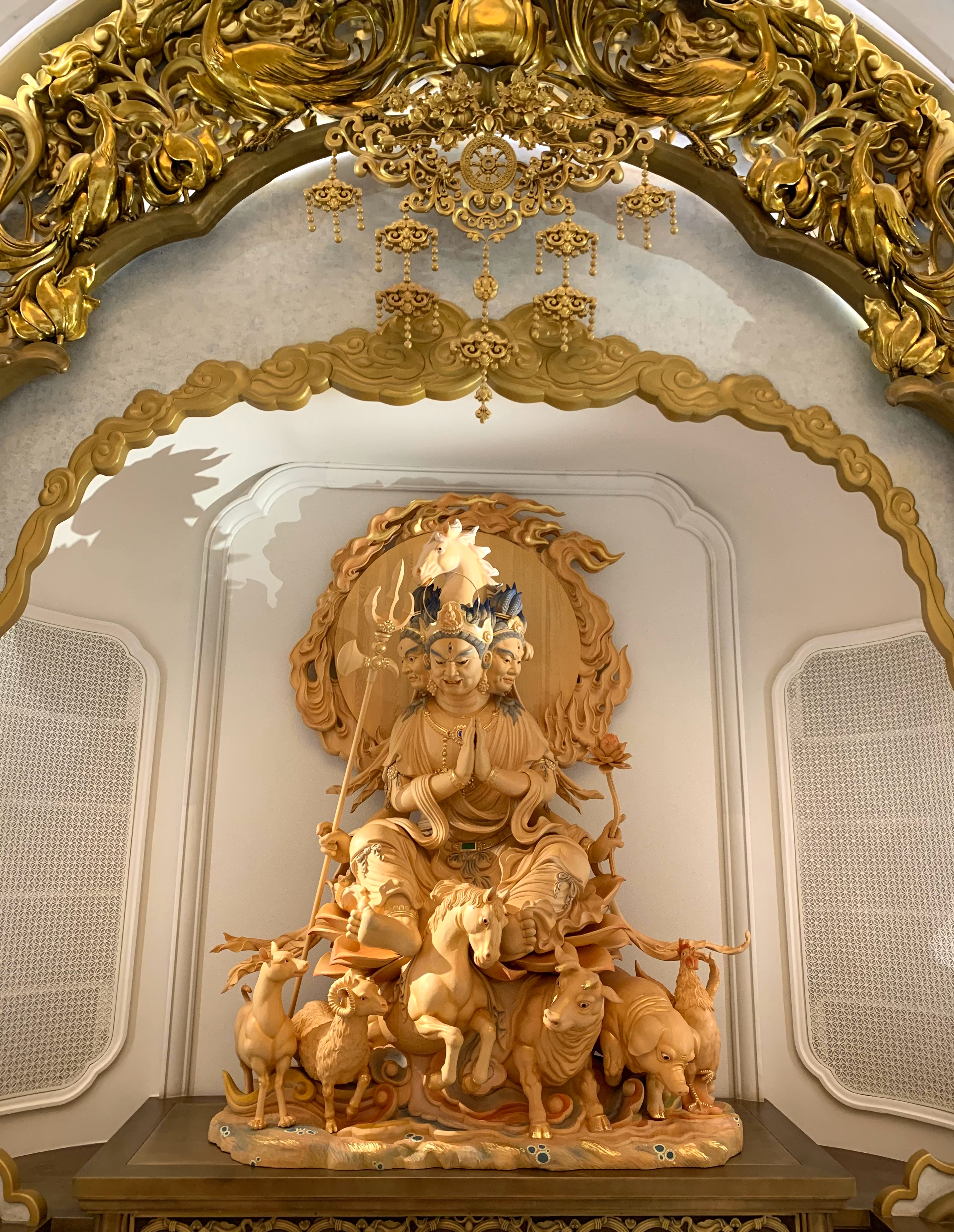
普陀山“马头观音”像
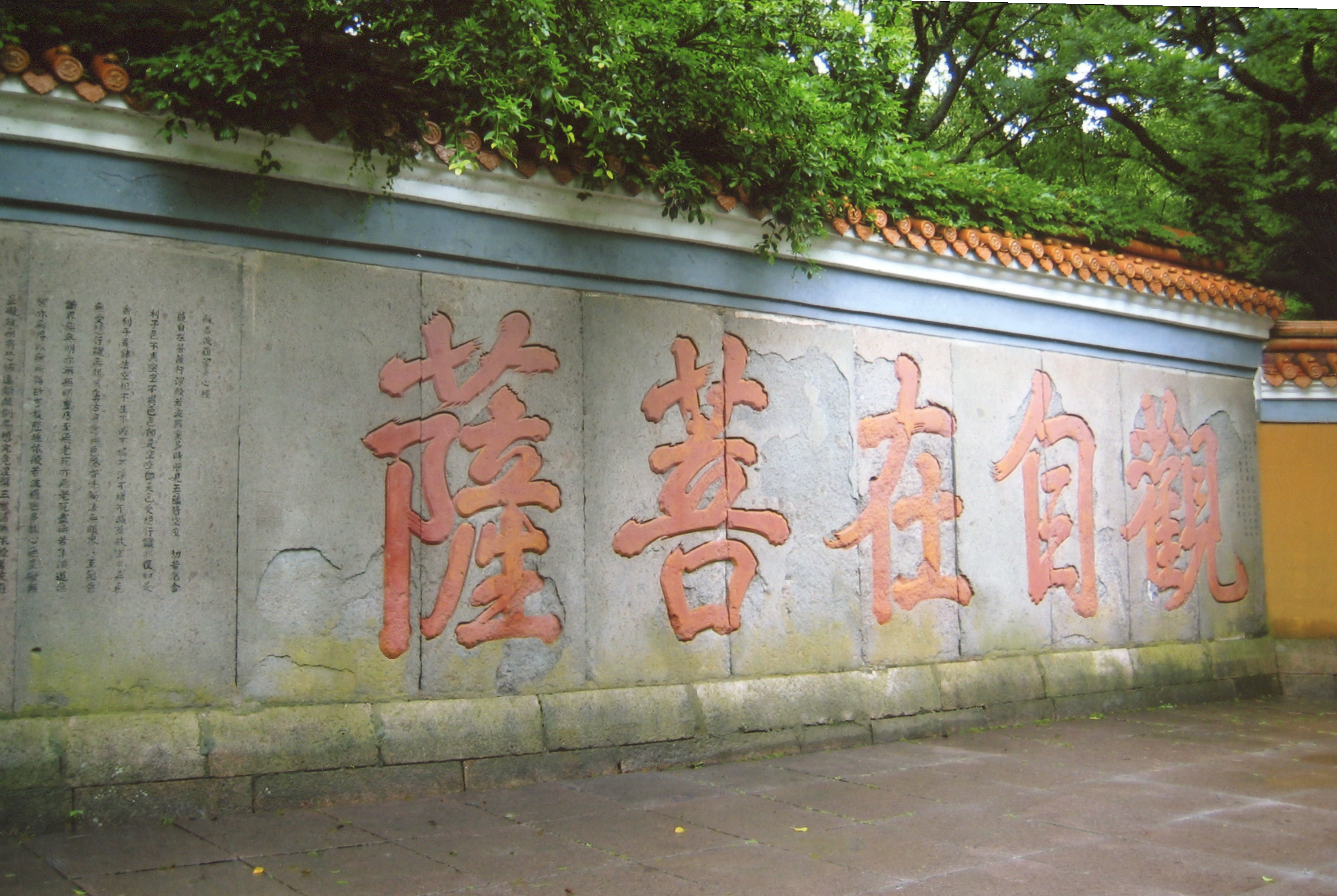
普陀山《般若波罗蜜多心经》石刻
普陀山万佛宝塔
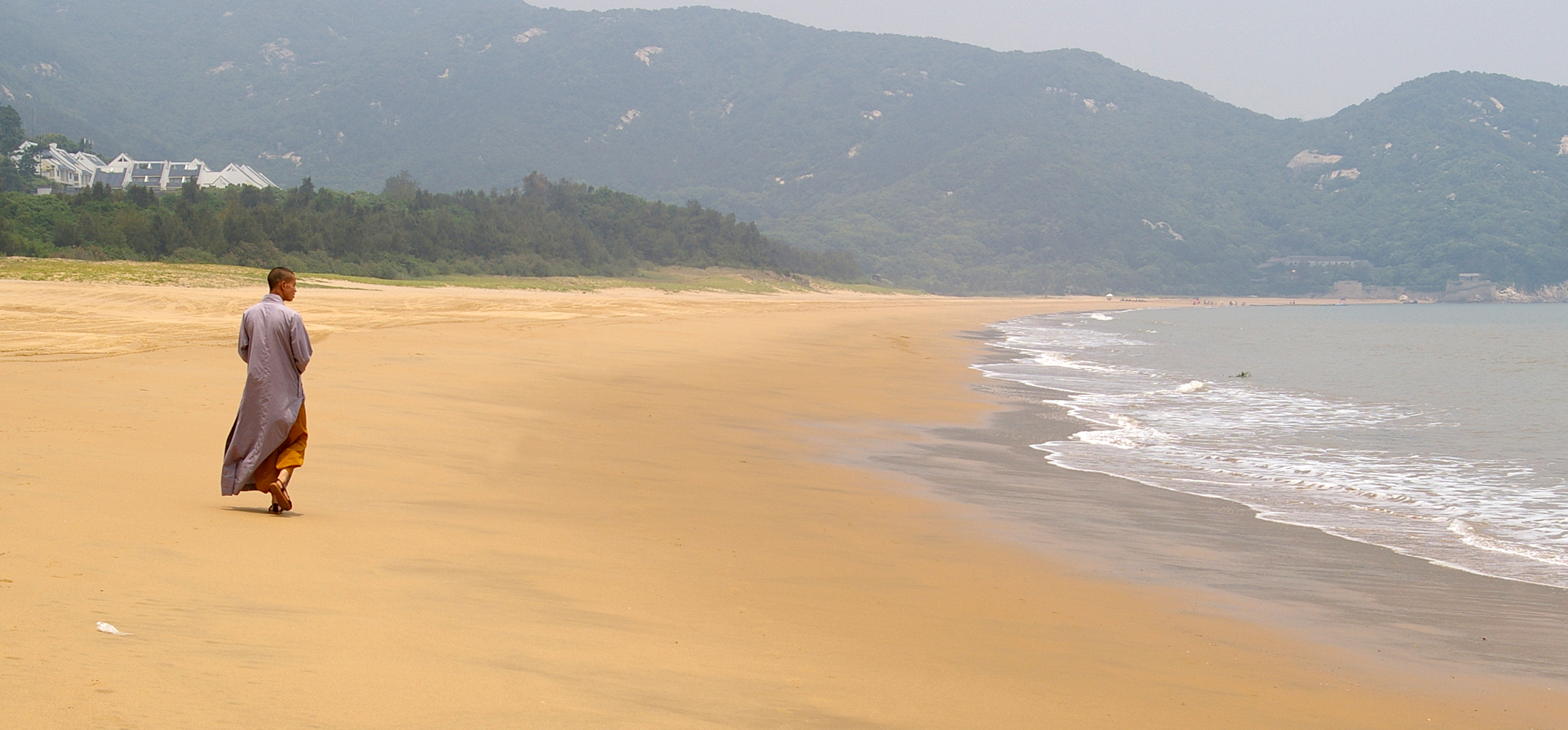
普陀山僧侣

## 宗教活动

### 历任全山方丈
- 妙善：1979年公推为全山代理方丈，1989年升座，2000年2月26日圆寂。
- 戒忍：2002年12月升座全山方丈。
- 道慈：2010年8月升座全山方丈。

### 文化交流
- 普陀山南海观音文化节。首届在2003年11月16日至22日举行，此后每年举行一届。
- 由中国佛教协会和中华宗教文化交流协会联合主办的，以“和谐世界、从心开始”为主题的首届世界佛教论坛，2006年4月在杭州举行，16日在普陀山闭幕，论坛通过并发表《普陀山宣言》，呼吁人类实现“人心和善、家庭和乐、人际和顺、社会和睦、文明和谐、世界和平”。
- 2005年10月，台灣佛光山率眾前往普陀山進行宗教訪問，提昇兩岸佛教互動。
- 2006年6月，普陀山佛教协会一行访问台湾法鼓山。
- 2007年4月，泰国诗琳通公主在普陀山朝圣参访，捐建了一座泰式凉亭（英语：Sala (Thai architecture)）——自在亭[17]。

### 慈善活动
- 2002年舟山市佛教协会和普陀山佛教协会捐资1000万元成立舟山千荷实验学校，专供困难家庭子女就学，为全国第一所全免费寄宿制学校。
- 2005年3月21日，普陀山佛教协会向舟山市18家敬老院资助100万元善款。
- 2006年底，普陀山佛教协会向千荷实验学校续捐1000万元人民币。

## 延伸阅读
[在维基数据编辑]
 《欽定古今圖書集成·方輿彙編·山川典·普陀山部》，出自陈梦雷《古今圖書集成》

## 外部連結
- 普陀山佛教網 （页面存档备份，存于）
- 台灣普陀山普濟禪寺官網 （页面存档备份，存于）